# Herma

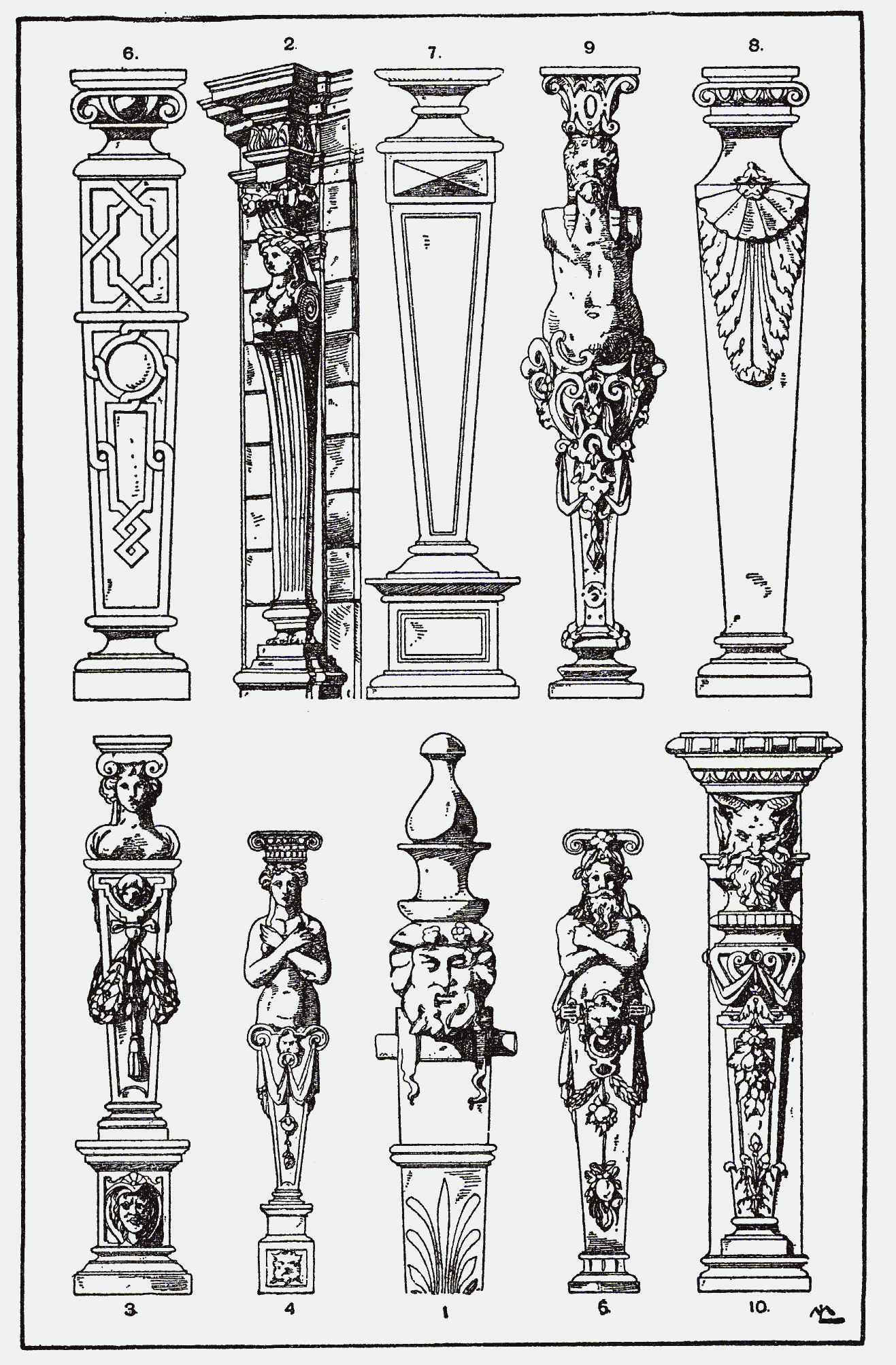
Różnorodne hermy jako element architektoniczny

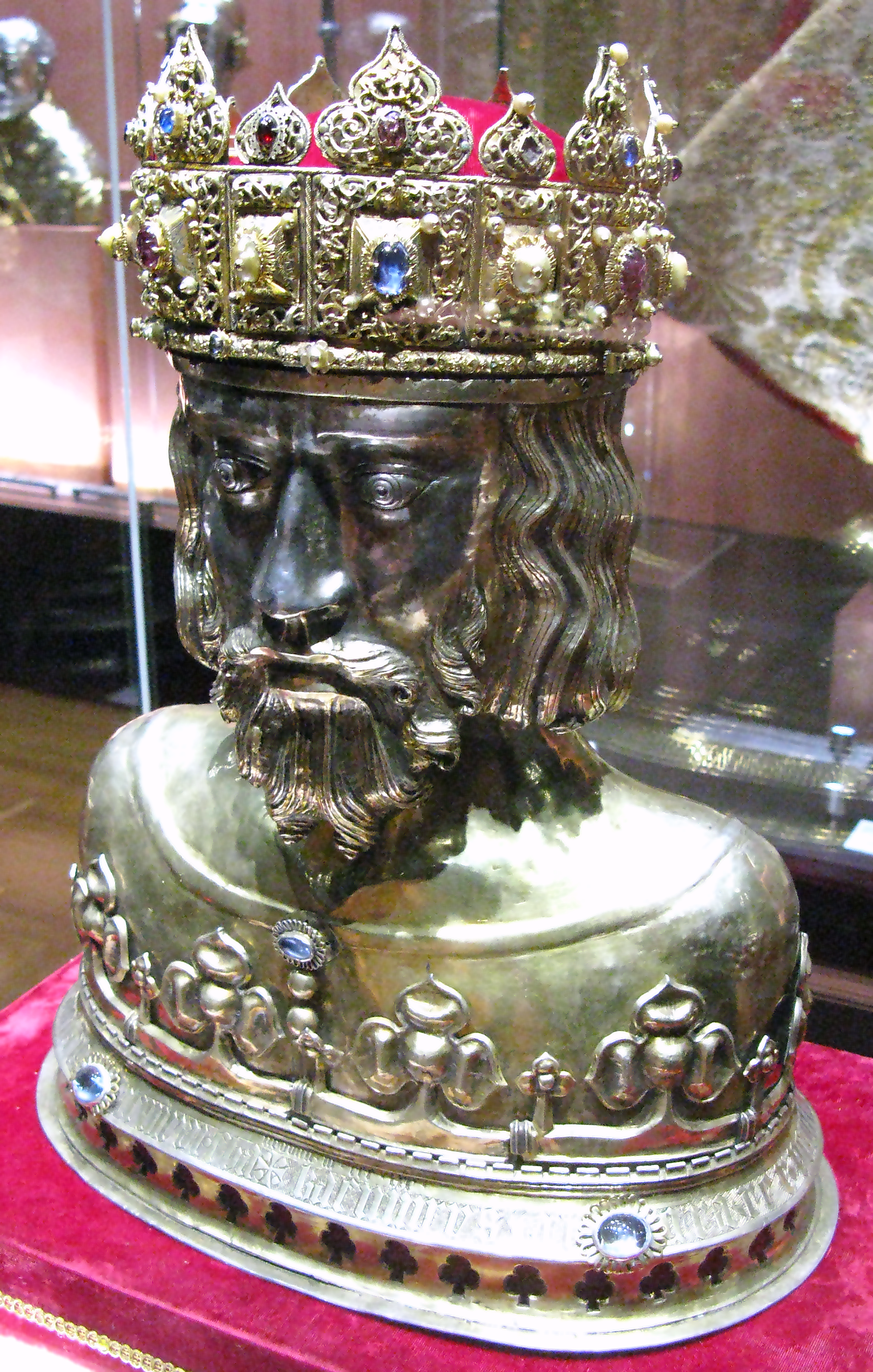
XIV-wieczna herma św. Zygmunta Burgundzkiego z katedry w Płocku

Herma (stgr. ἑρμῆς hermes, lm. ἑρμαῖ hermai) – architektoniczny element dekoracyjny w kształcie czworokątnego słupka zwężającego się ku dołowi, a na szczycie zakończonego popiersiem lub rzeźbą głowy o cechach fantastycznych albo portretowych.
Początkowo (do V wieku p.n.e.) forma stosowana w Grecji wyłącznie dla przedstawienia Hermesa, wraz ze zwyczajowo dodanym wyobrażeniem fallusa. Później przedstawiano w ten sposób także innych bogów i herosów. W czarnofigurowym malarstwie wazowym hermy stanowiły częsty element dekoracyjny. Od IV wieku p.n.e. w tej postaci przedstawiano portrety sławnych ludzi (np. parzysta herma Herodota i Tukidydesa).
W starożytnym Rzymie hermy parzyste przedstawiały bogów np. Jowisza Termanalis, Sylwanusa. Niewielkie rozmiarem hermy służyły do wystroju wnętrz.
Na gruncie odnowionego zainteresowania sztuką rzymską herma powróciła w okresie renesansu, głównie w postaci pilastra hermowego – przyściennego elementu architektonicznego, nawiązującego kształtem do hermy greckiej. Popiersia takie umieszczano wzdłuż dróg, na narożnikach ulic, przy bramach, w gimnazjonach, na granicach posiadłości itp.
Odmiany
- herma męska, czyli dorycka
- herma żeńska, czyli jońska
- herma parzysta, czyli dwugłowa
- herma saska – półpostać męska na pilastrze

Herma jest również rodzajem metalowego relikwiarza w kształcie popiersia, formy charakterystycznej dla średniowiecza.